# Oxypoda haemorrhoa
Oxypoda haemorrhoa är en skalbaggsart som först beskrevs av Mannerheim 1830.  Oxypoda haemorrhoa ingår i släktet Oxypoda, och familjen kortvingar. Arten är reproducerande i Sverige.